# Luha
Luha – potok o długości 29,2 km we wschodnich Czechach, w kraju ołomunieckim (powiat Przerów) i morawsko-śląskim (powiat Nowy Jiczyn). Powierzchnia dorzecza 95,6 km². Prawy dopływ Odry.
Swoje źródła ma na południe od Gór Odrzańskich i na północ od miejscowości Jindřichov, na wysokości ok. 570 m n.p.m. Początkowo płynie w kierunku południowym, w okolicach miejscowości Bělotín skręca na wschód, a za miejscowością Polom skręca na północ, do Odry wpływa w okolicach gminy Jeseník nad Odrou.

## Większe dopływy
- Hradečný potok – lewy, pow. dorzecza 10,7 km²[1]
- Doubrava – prawy, pow. dorzecza 6,0 km²[1]
- Bělotínský potok – lewy, pow. dorzecza 8,2 km²[1]
- Lučický potok – lewy, pow. dorzecza 5,6 km²[1]
- Rybník (Vlčnovský potok) – prawy, pow. dorzecza 15,9 km²[1]